# Coelioxys mutans
Coelioxys mutans är en biart som beskrevs av Holmberg 1916. Coelioxys mutans ingår i släktet kägelbin, och familjen buksamlarbin. Inga underarter finns listade i Catalogue of Life.